# Kościół Saint-Julien w Moingt
Kościół Saint-Julien w Moingt – wzniesiony w XII wieku. Od 29 grudnia 1949 roku posiada status monument historique, w kategorii classé MH (zabytek o znaczeniu krajowym).  

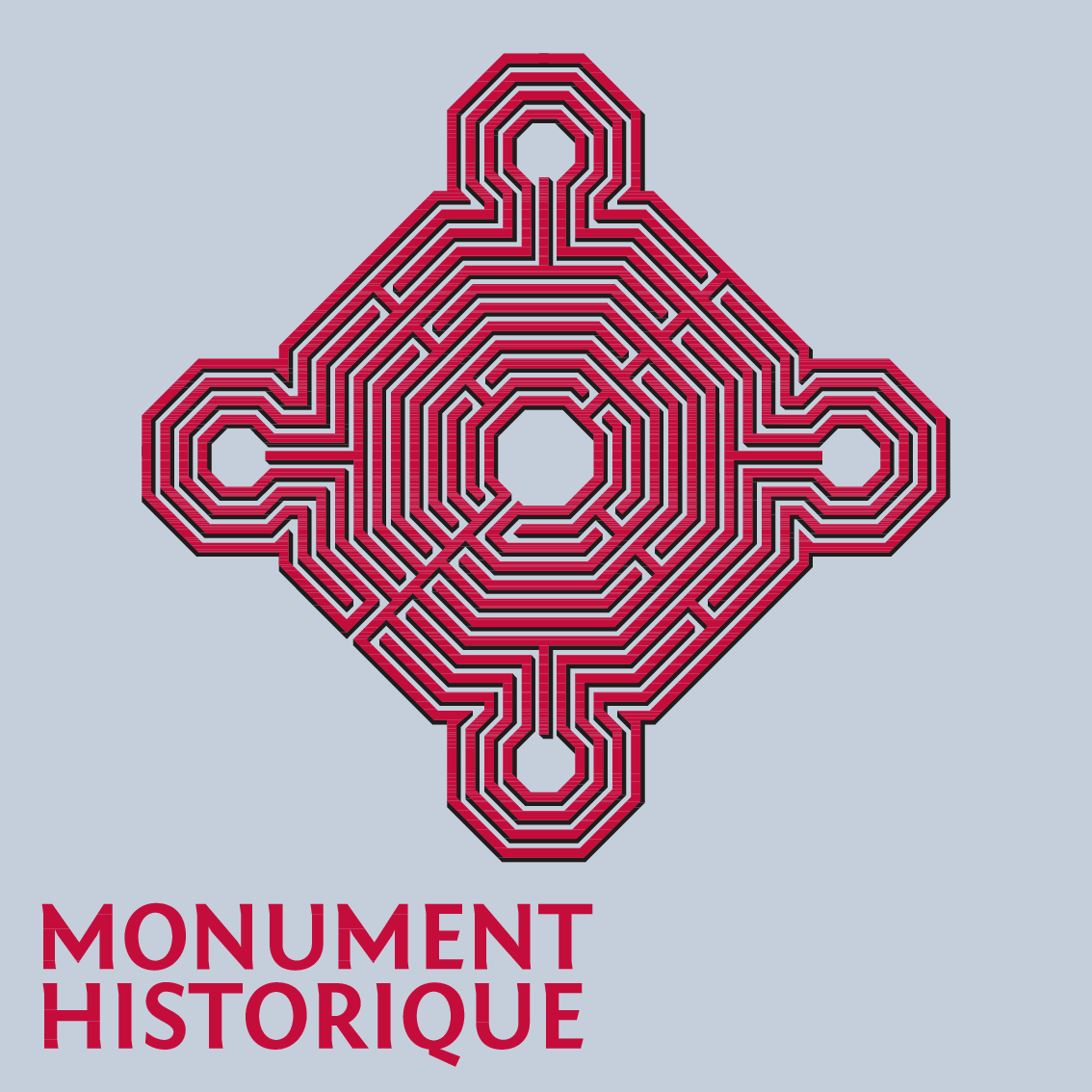
Logo monument historique - 2017

## Lokalizacja
Kościół jest zlokalizowany na terenie dawnej miejscowości Moingt (obecnie część Montbrison), przy 11bis Place de l'Église, w departamencie Loara, w regionie Auvergne-Rhône-Alpes. 

## Opis
Kościół posiadał półkolistą absydę i prawdopodobnie apsydiolę, nawę, transept ozdobiony kaplicami. Portal drzwiowy pochodzi z XVI wieku, poprzedni zniszczyły w 1572 roku wojska protestanckie barona des Adrets. Dzwonnica jest najstarszą częścią kościoła. Datuje się ją w dolnych partiach na XI wiek, a następnie w górnych na XII wiek. Jest bardzo wysoka w stosunku do całej budowli, a jej prostokątna podstawa pozwala ją zaliczyć do pospolitych w ówczesnych czasach romańskich długich dzwonnic. W kapitelach bliźniaczych okien (częściowo zamurowane podczas naprawy elewacji) znajdują się przeploty, kwiaty i bardzo zerodowane postacie przypisywane stylowi przedromańskiemu. 
Absyda kościoła na zewnątrz jest zaokrąglona, ale w środku jest płaska. Wewnątrz podstawa półkolistych arkad górujących nad kaplicą (obecnie zakrystia) jak i jej odpowiednikiem na ścianie północno-wschodniej, jak i gzyms sklepienia wskazuje jak bardzo podniesiono współczesną podłogę kościoła. Pierwotna znajdowała się około jednego metra poniżej obecnego poziomu. Apsidiole zniknęły w XVI wieku na rzecz kaplicy zbudowanej na południe od chóru. Na terenie przykościelnym zlokalizowany był cmentarz. 

## Historia
Na opuszczonym terenie rzymskiego miasta Aquae Segetae (starożytne galijsko-rzymskie uzdrowisko z kilkoma zabytkami publicznymi m.in. teatrem i termami) powstało Mondonium (obecne Moingt). Wykopaliska archeologiczne przeprowadzone na fundamentach kościoła Saint-Julien odsłoniły pierwszą świątynię z okresu Merowingów (okres między V a VIII wiekiem). Sprawia to, że budowla jest najstarszym lokalnym kościołem. Kościół wspomniany jest w 1096 roku w statucie Forez: Ecclesia Sancti Juliani Antiocensis in vico qui Modonicum dicitur.   
Pierwotny budynek został przebudowany w stylu karolińskim, by następnie na jego miejscu powstał kościół w stylu romańskim. Z tego okresu zachowała się dzwonnica i absyda, znaczną część kościoła zniszczyły wojska protestanckie barona des Adrets. Rolę kościoła parafialnego przejął kościół św. Jana Chrzciciela (zniszczony w XIX wieku). Po wybudowaniu nowej nawy, naw bocznych kościół Saint-Julien przejął ponownie funkcję parafialnego. Rewolucja francuska zniszczyła wnętrze kościoła. W 1838 roku fatalny stan budynku wymagał poważnych prac remontowych. Obecny stan pochodzi z 1843 roku, wówczas podniesiono podłogę o około jeden metr. Sklepienia z powlekanych i malowanych cegieł zastąpiły drewniane sklepienia nawy głównej i naw bocznych. Nadużywanie cementu ponownie osłabiło ściany. Podczas prac archeologicznych w 1990 roku, ostatecznie rozwiązano problem zawilgocenia i usunięto przegrodę maskującą średniowieczną absydę.   
Kościół uznano 29 grudnia 1949 roku za monument historique.  

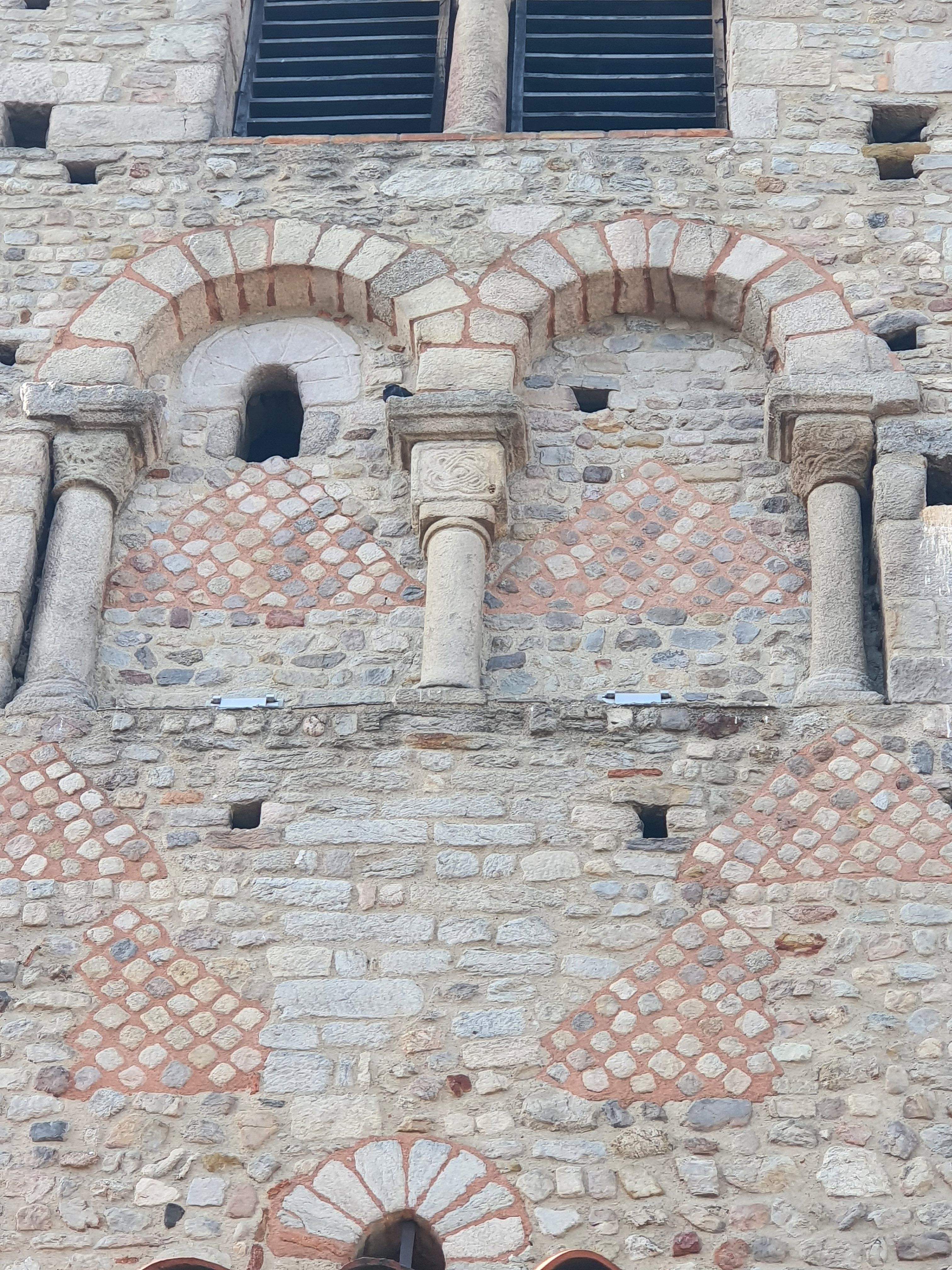
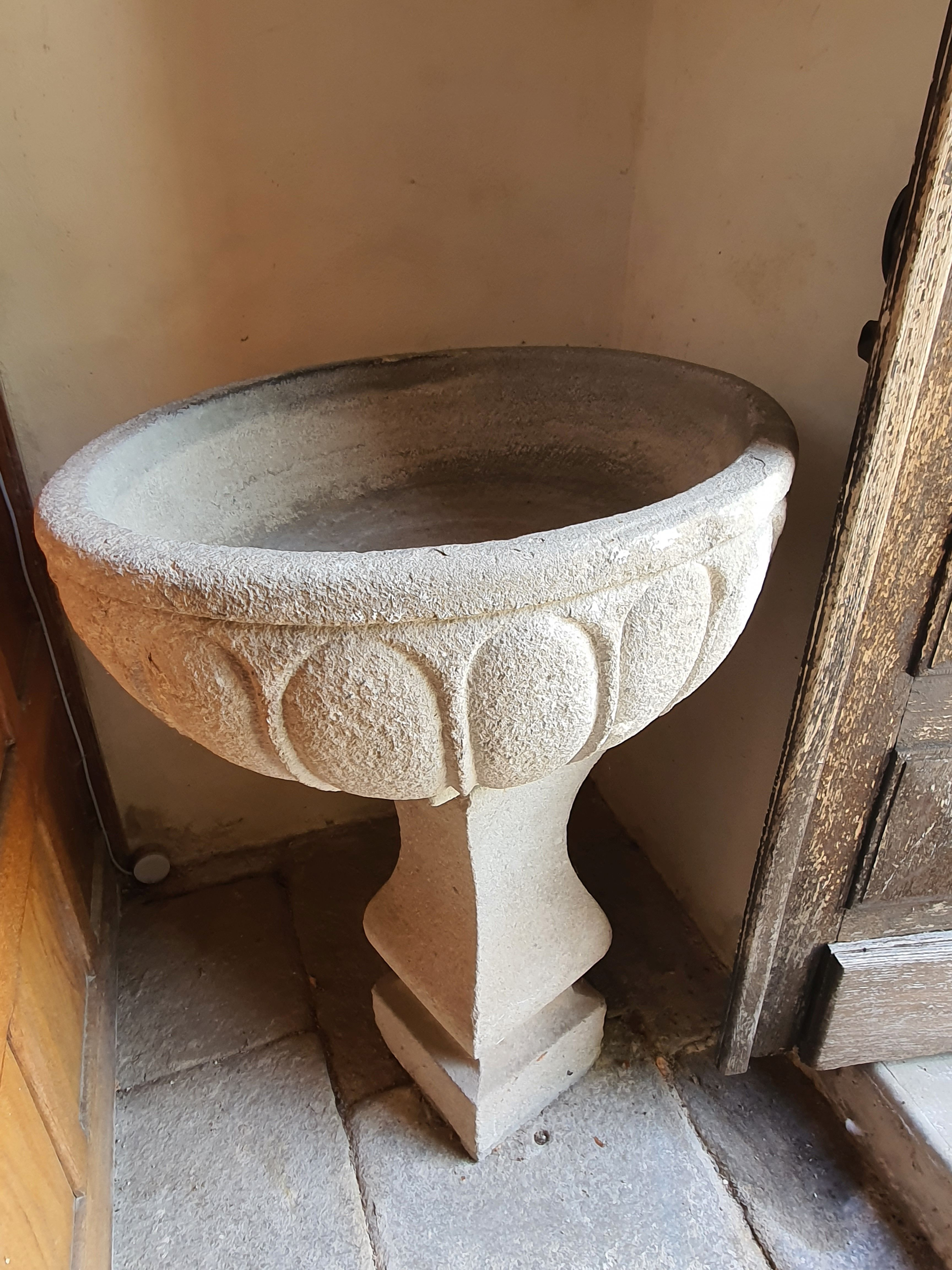
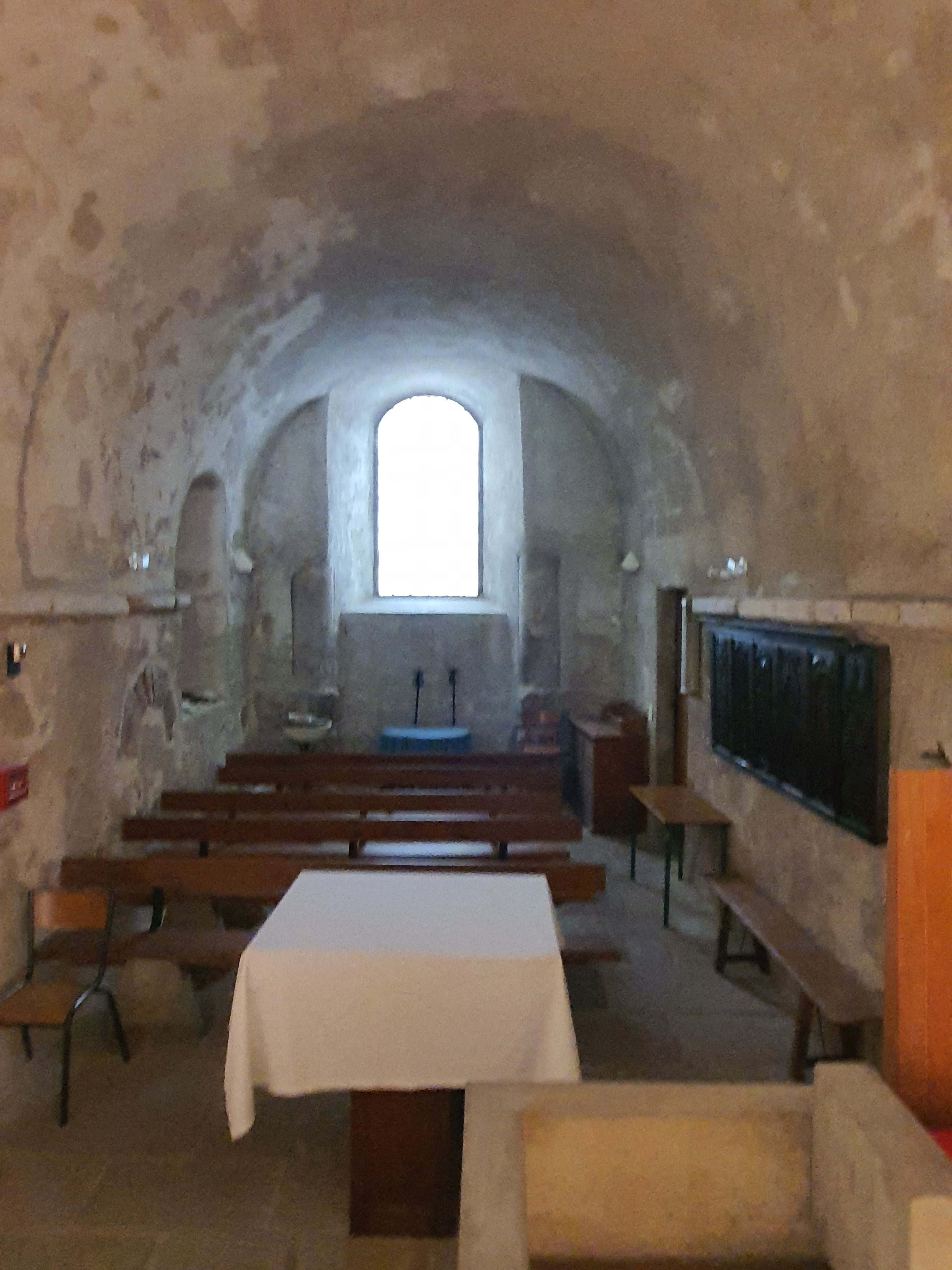
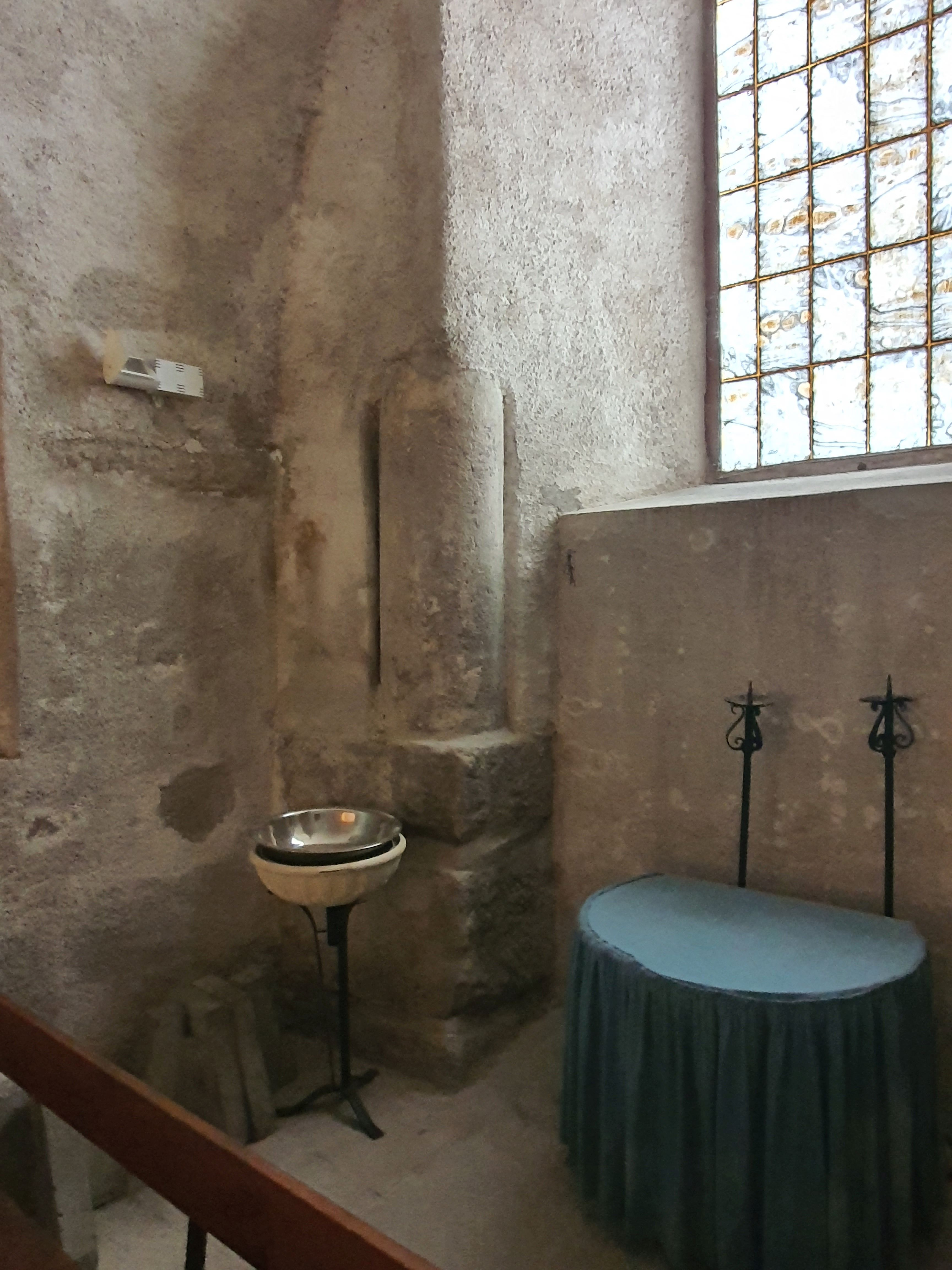